# Mayday: Conflict Earth
Mayday: Conflict Earth là một trò chơi máy tính thuộc thể loại chiến lược thời gian thực dạng 2D do hãng Boris Games phát triển và JoWooD Entertainment AG phát hành vào ngày 29 tháng 12 năm 2000.

## Cốt truyện
Game lấy bối cảnh một thế giới giả tưởng vào năm 2051. Lúc này khắp mọi nơi, nhân loại phải chứng kiến ngày tận thế sắp đến gần khi mà một loạt các cuộc khủng hoảng về mọi mặt và thảm họa tự nhiên liên tiếp xảy ra ở các nước trên thế giới như bệnh dịch, thiên tai, chiến tranh, các nguồn tài nguyên môi trường ngày càng cạn kiệt. Để tránh xảy ra một thảm họa toàn cầu có thể đe dọa tới sự sinh tồn của mình, các nước trên thế giới lập tức xúc tiến việc thành lập từng khối liên minh với nhau để tranh giành uy quyền tối cao trong việc thống nhất toàn cầu. Ba khối liên minh mạnh nhất lần lượt xuất hiện là United Continent of America (Liên minh Lục địa châu Mỹ) viết tắt là UCA, Asian Federation (Liên bang châu Á) viết tắt là ASF, và cuối cùng là Southern Block (Khối phương Nam) viết tắt là SBL. Cả ba phe với những ưu điểm và khuyết điểm riêng biệt luôn luôn phát động các cuộc chiến tranh để xâm chiếm và cướp đoạt những nguồn tài nguyên, vị trí địa lý chiến lược lẫn nhau.

## Cách chơi
Cách chơi của game có chút khác biệt so với các tựa game cùng thể loại là người chơi không thể xây dựng công trình và thu thập tài nguyên như thông thường, thay vào đó game cung cấp một khu căn cứ với những công trình sẵn có, công việc của người chơi chỉ là tiến hành việc nâng cấp công trình, nghiên cứu công nghệ mới và mua lính, sau đó đem quân tiêu diệt quân đội và chiếm đoạt các công trình ở khu căn cứ của đối phương. Game có tất cả 40 chủng loại quân và 9 kiểu nhà khác nhau cùng hơn 40 nhiệm vụ chính trong phần chiến dịch với nhiều cách thức đa dạng như di tản, hộ tống, phá hủy công trình hoặc là tiêu diệt toàn bộ quân địch.